# Funkenfeuer

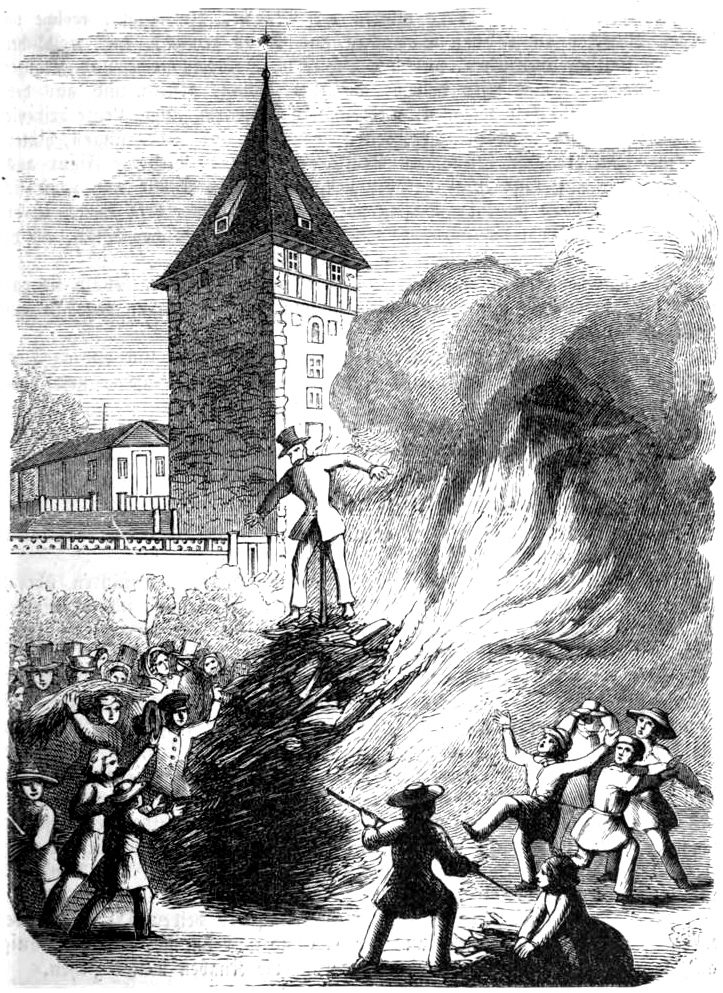
Das Winterverbrennen. Aus: Otto von Reinsberg-Düringsfeld, Das festliche Jahr in Sitten, Gebräuchen und Festen der germanischen Völker, Leipzig, 1863

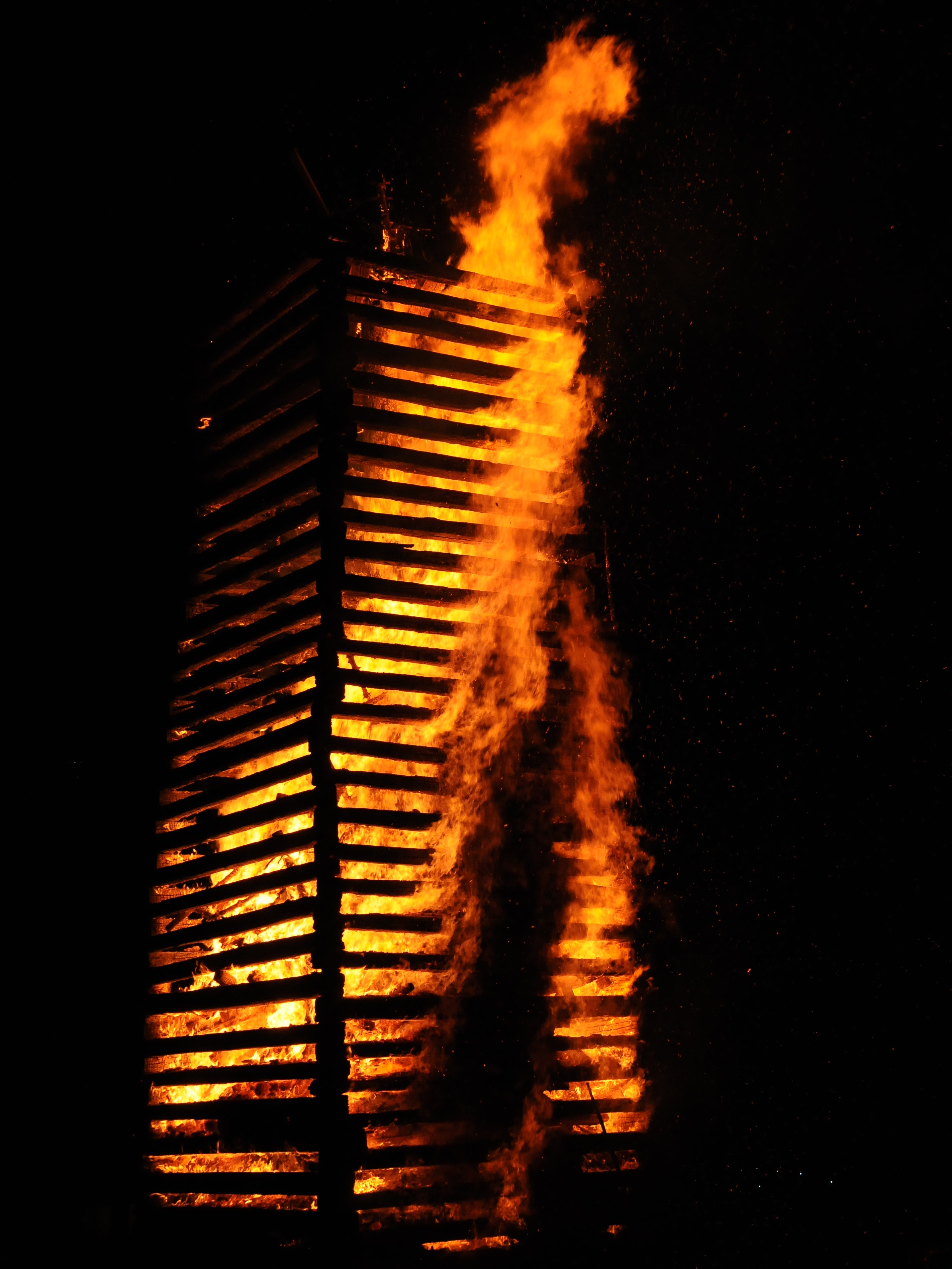
Brennender Funken in Form eines Holzturms in Dornbirn (Vorarlberg)

Das Funkenfeuer (kurz: Funken) ist ein alter Feuerbrauch, der heute noch im schwäbisch-alemannischen Raum (Vorarlberg, Liechtenstein, Schweiz, Schwarzwald, Allgäu, Oberschwaben, am Bodensee, sowie im Tiroler Oberland und Vinschgau), aber auch in Ostfrankreich und bis in die Gegend von Aachen sowie bei den Sathmarer Schwaben in Rumänien verbreitet ist. Jedes Jahr am Funkensonntag (heute teilweise auch am Samstag davor) werden die sogenannten Funken abgebrannt. Mit Funkensonntag bezeichnet man den ersten Sonntag nach Aschermittwoch, also den ersten Fastensonntag.
Der Funken ist meist ein Strohhaufen oder aufgeschichteter Holzturm, der nach Einbruch der Abenddämmerung unter den Augen der Dorfbevölkerung angezündet wird. Die größten Funken können eine Höhe von bis zu 30 Metern erreichen. Im Jahr 2010 wurde der Funkenbrauch im österreichischen Bundesland Vorarlberg in die UNESCO-Liste des Immateriellen Kulturerbes in Österreich aufgenommen.

## Ablauf

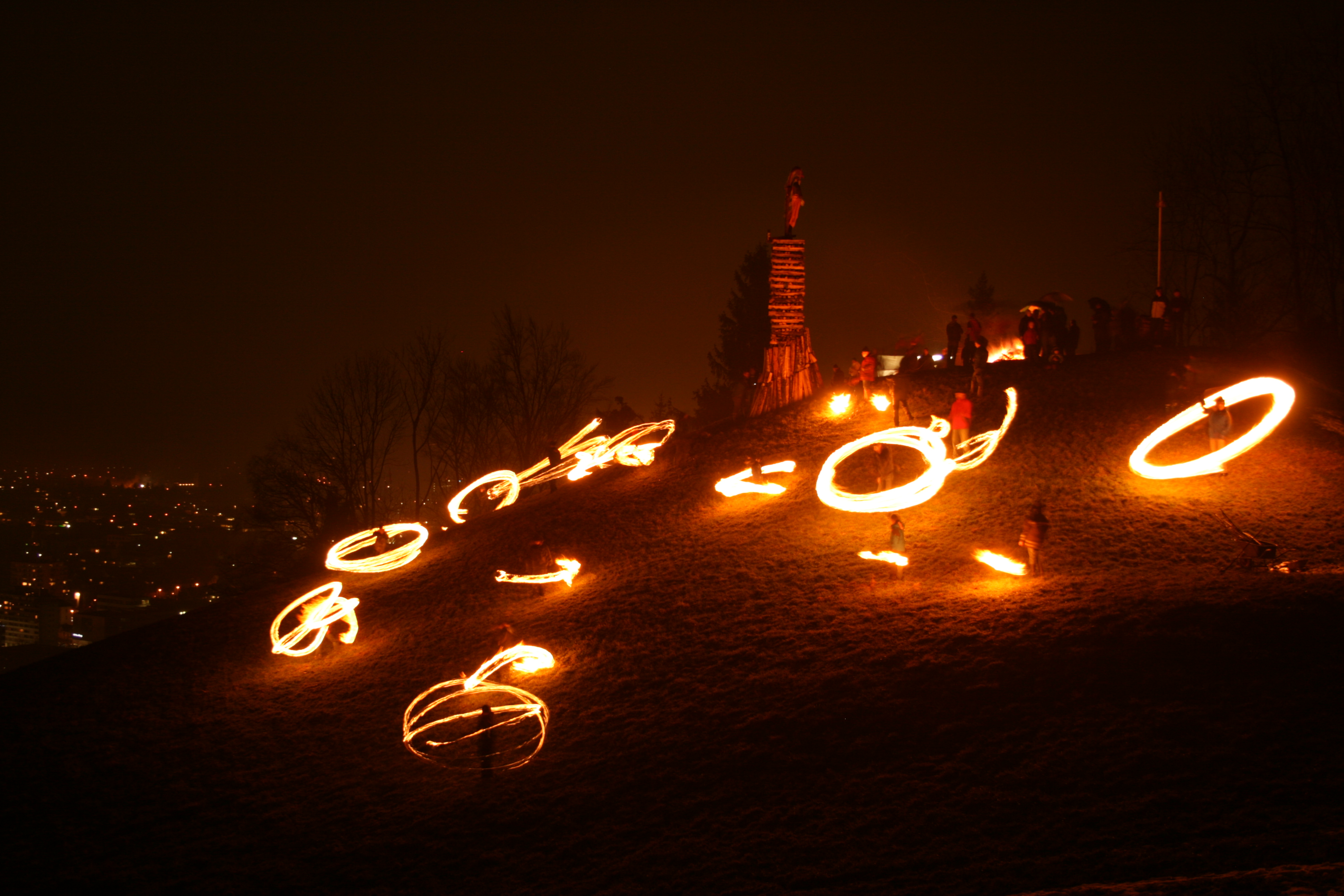
Glühend auf ihren Stöcken rotierend bewegte Scheiben beim Bürgler Funkenfeuer, Dornbirn, Österreich, Februar 2012

Vor dem Zweiten Weltkrieg wurden die Vorbereitungen meist durch die Dorfjugend durchgeführt. Im Laufe der Zeit wurden diese Aufgaben aber auch durch Funkenzünfte oder den örtlichen Narrenverein übernommen. In Vorarlberg wird traditionell am Faschingsdienstag die Funkentanne geschlagen. In derselben Woche wird in der Bevölkerung Brennmaterial gesammelt. Für den Funkenbau werden oftmals alte Christbäume, Holzpaletten oder anderes Abfallholz verwendet.

### Aufbau

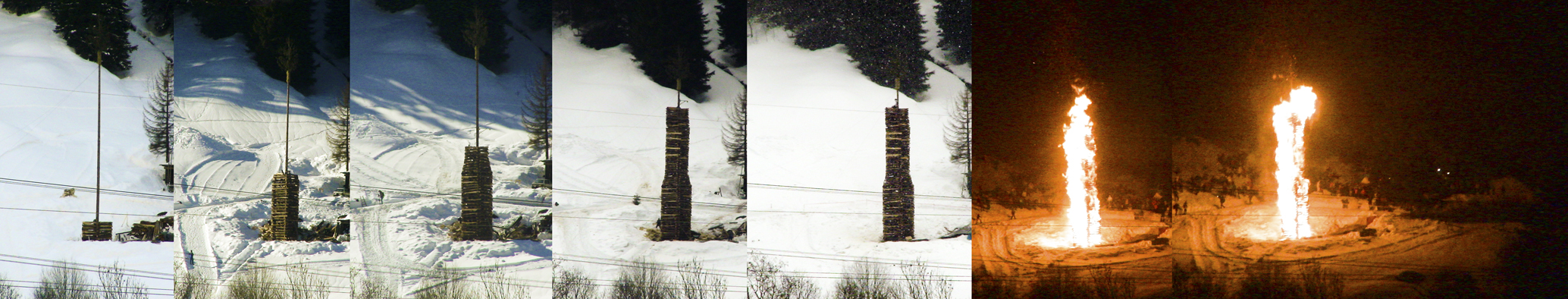
Funkenaufbau und -anzünden in Gortipohl 2012

Am Samstag vor dem Funkensonntag wird mit dem Aufbau des Funkens begonnen. In Vorarlberg und im Allgäu besteht dieser meist aus einem kunstvoll aufgeschichteten Holzturm, im westlichen Oberschwaben eher aus einem großen Strohhaufen, und im Rheintal wird v. a. Schnittholz (Astwerk) verwendet. Im Inneren wird das weitere gesammelte Brennmaterial untergebracht. Den Kern der Konstruktion bildet die Funkentanne, ein bis auf den Wipfel entasteter Baumstamm, auf dessen Spitze eine Hexenpuppe („Funkenhexe“) hängt. Mancherorts, vor allem im Allgäu und in Vorarlberg, ist die Funkenhexe mit Schießpulver gefüllt. In Erdeed (Rumänien) besteht der Funka aus einem mit Stroh umwickelten Holzkreuz auf einer Stange, die in einem Scheiterhaufen steckt.

### Funkenwache
In der Nacht auf Sonntag passt eine Funkenwache auf, damit der Funken nicht frühzeitig von den Burschen aus den Nachbardörfern angezündet wird. Die wirtschaftlichen Interessen, die heute vielerorts mit diesem Brauch verbunden sind, haben dazu geführt, dass dieser althergebrachte Streich heute strafbar ist. Trotzdem finden solche Anschläge noch statt.

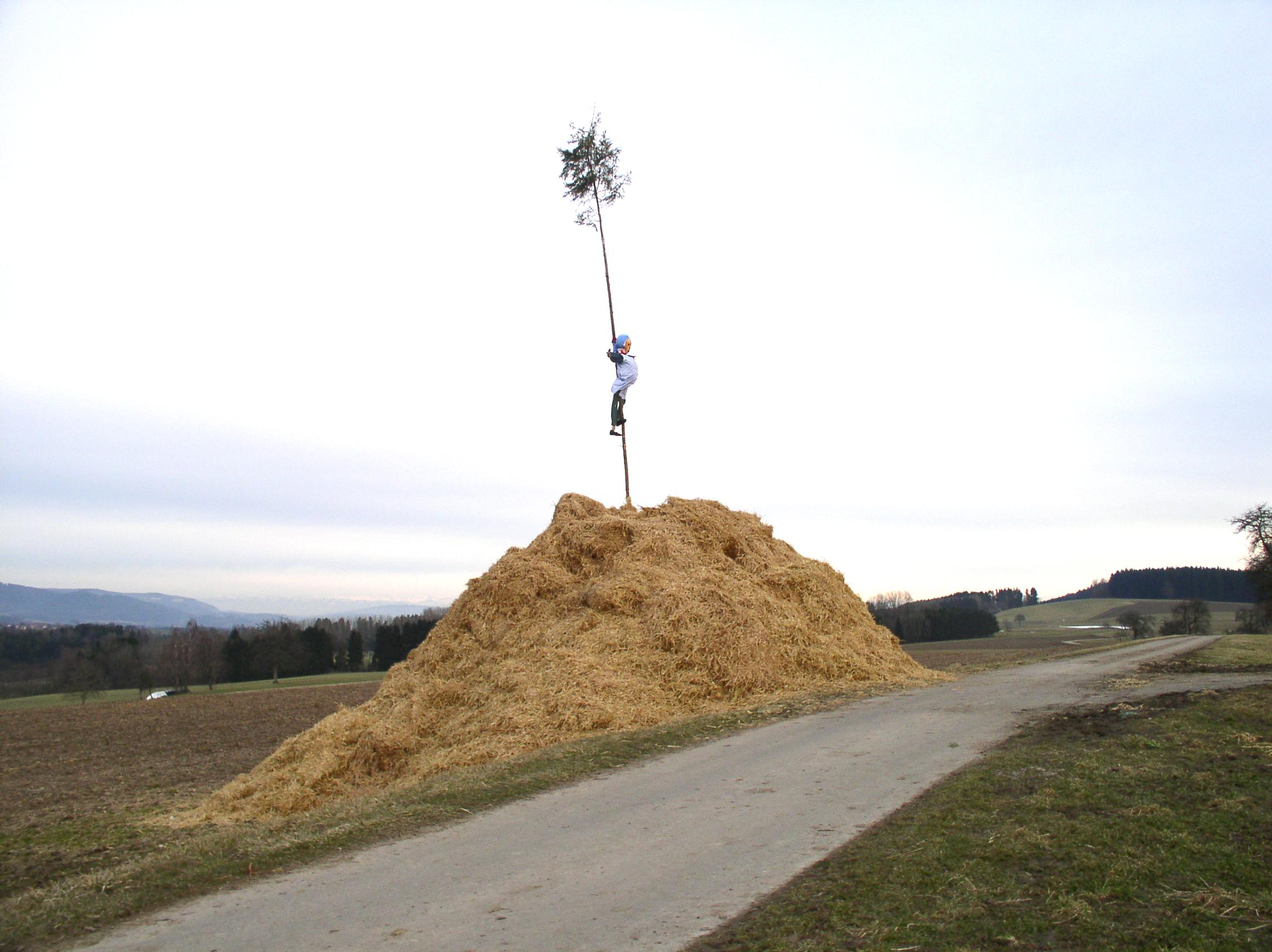
Ein vorbereiteter Linzgauer Funken bei Herdwangen, bestehend v. a. aus Stroh mit Funkentanne und Hexe

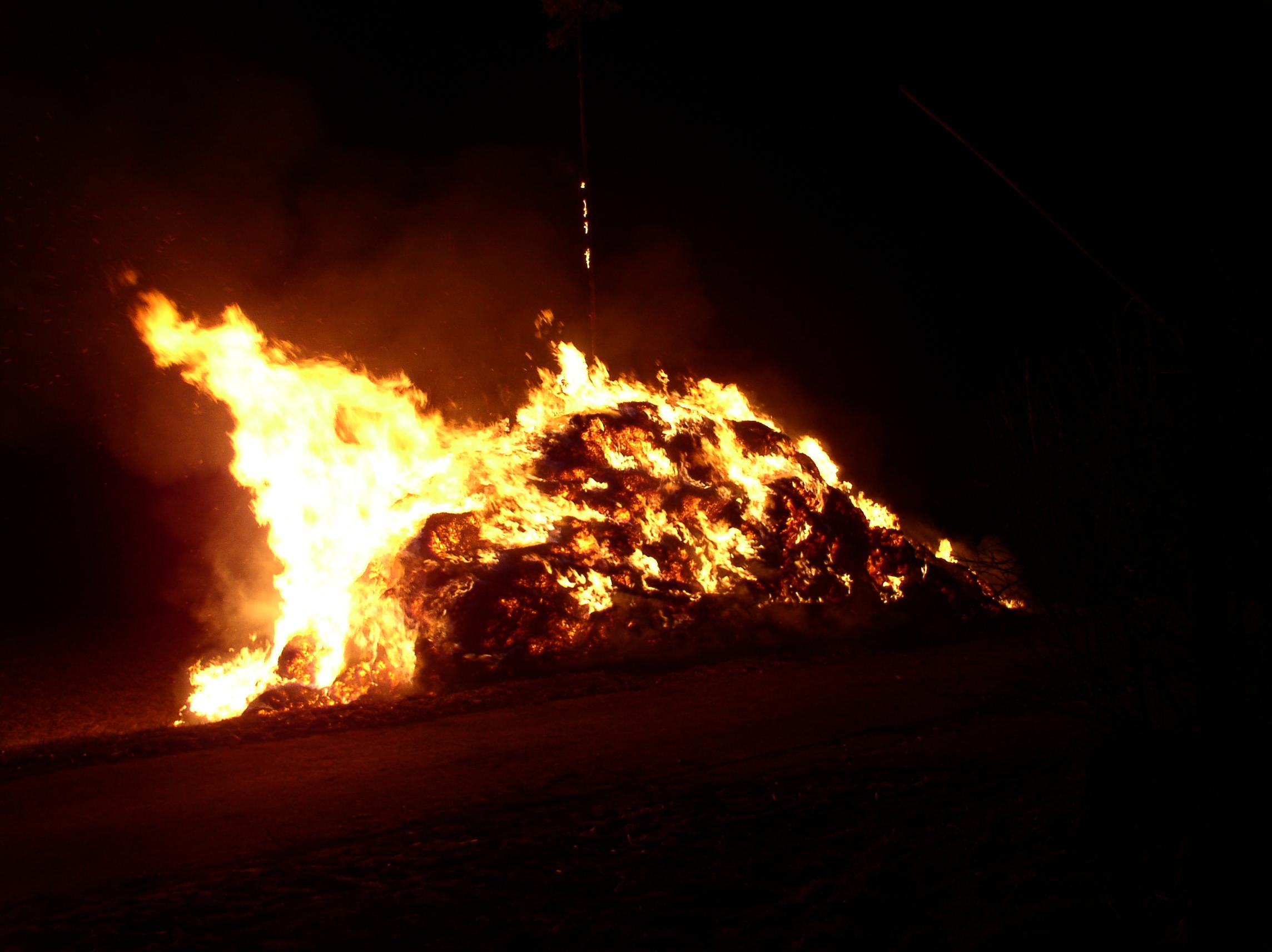
Derselbe Funken, nachdem er entzündet wurde

### Funkenwirtschaft
Früher wurde in manchen Gegenden (etwa nordwestlich des Bodensees) in den Funken ein Raum für die Funkenwirtschaft eingebaut, in der bis kurz vor dem Anzünden bewirtet wurde. Aus Sicherheitsgründen wird heute aber eher in einem Zelt neben dem Funken gefeiert. Mancherorts ziehen die Dorfbewohner bei Einbruch der Dämmerung in einem Fackelzug zum Funkenplatz. In einigen Gemeinden wird am Nachmittag auch ein Kinderfunken abgebrannt. Der Zug wird oftmals von einer Dorfmusik, einem Gesangsverein oder Fackelschwingern begleitet. Ansonsten trifft man sich gegen Abend in der Funkenwirtschaft bzw. im Funkenzelt und versammelt sich zu gegebener Zeit um den Funken.

### Abbrennen
Bei Einbruch der Dunkelheit werden die Funken, eventuell nach einer feierlichen Ansprache der Funkenzunft, unter den Augen der Dorfbevölkerung angezündet, die auf die Explosion der Funkenhexe wartet. Erreichen die Flammen des Funkens die Hexenpuppe, explodiert sie laut schallend, was besonderes Glück verheißt. Es gilt allgemein als schlechtes Omen, wenn der Funken umfällt, bevor die Hexe explodiert ist. In diesem Fall wird die Hexe am darauffolgenden Sonntag in einer Zeremonie „beerdigt“. Nach der Explosion der Hexe wird oft noch ein Feuerwerk abgebrannt.

## Regionale Begleitbräuche

### Funkenringwürfeln
Diese Tradition findet in Oberschwaben und im Allgäu traditionell am Funkensonntag (bzw. vielerorts zudem auch am Samstagabend) statt. Dann wird in vielen Wirtshäusern und Vereinshäusern ab dem Frühschoppen um sogenannte Funkenringe, ein kreisförmiges Hefegebäck (Kranzbrot), gewürfelt. Der Funkenring gilt auch als ein Sonnen- und Fruchtbarkeitssymbol.

### Funkenwagen
Im Oberschwäbischen Raum gehört zum Funkenbauen auch das gemütliche Beisammensein im Funkenwagen. Ein Funkenwagen ist oft ein alter, teils von den Funkenbauern umgebauter Bauwagen.

### Der Böögg

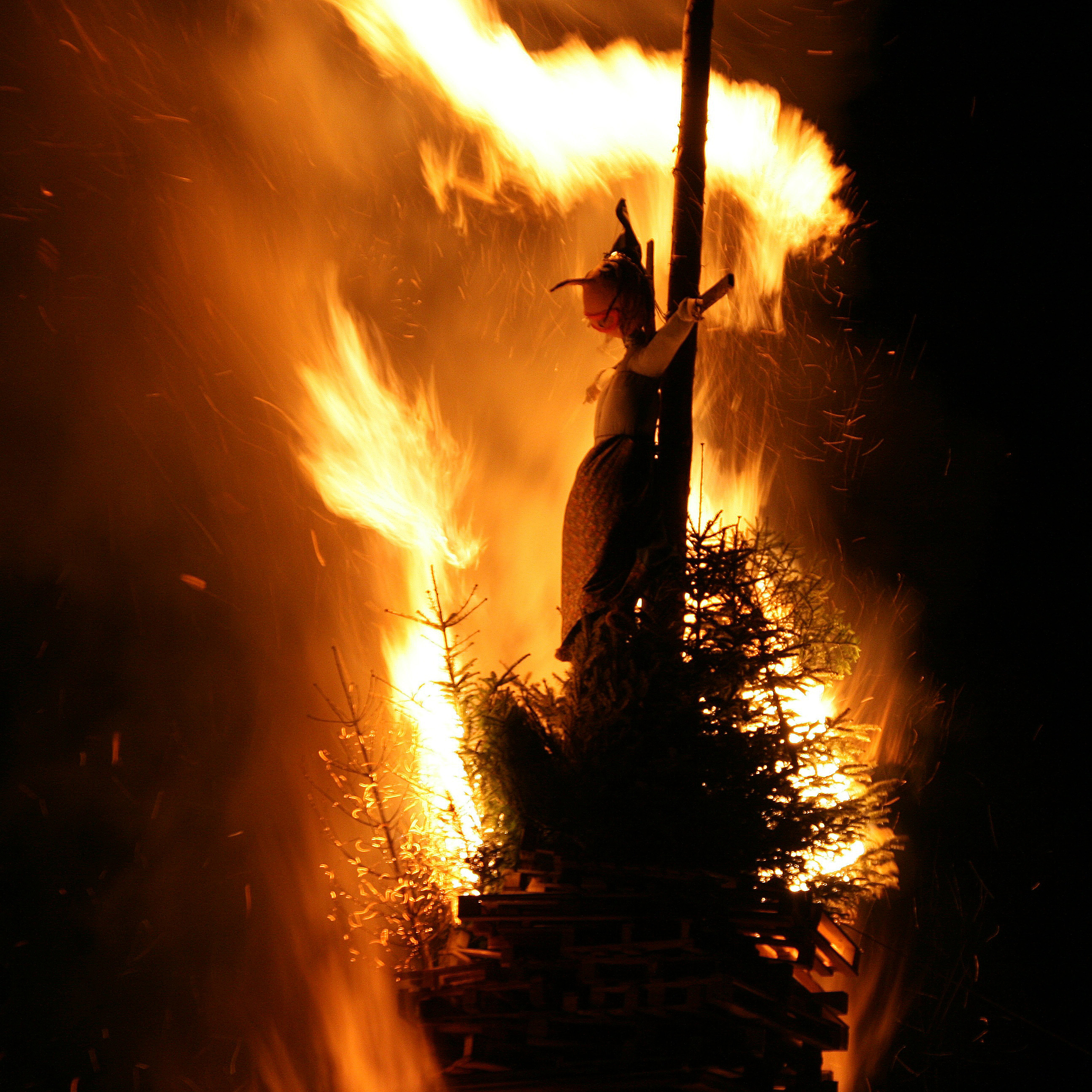
Funkenhexe an der Spitze eines Vorarlberger Funkens

In der Nordschweiz, vor allem in den Kantonen Zürich und St. Gallen, wird statt der Funkenhexe der «Böögg» verbrannt, eine mit Schießpulver gefüllte Stoffpuppe, die unter lautem Knallen explodiert.

### Scheibenschlagen
Beim Funken wird in einigen Regionen auch der Brauch des Scheibenschlagens gepflegt, bei dem glühende Holzscheiben mithilfe einer Rute oder eines Steckens über eine Rampe in die Luft katapultiert werden.

### Puma
In der Gemeinde Bürs in Vorarlberg werden etwa seit dem Jahr 1870 sogenannte „Puma“ durch das Dorf zum Funken getragen. Puma sind unterschiedlich geformte Holz- oder Metallkonstruktionen, die mit farbigem Papier überzogen und auf Stangen befestigt sind. Die traditionellen Motive sind von innen mit Kerzen beleuchtet. Die größten Puma haben Seitenflächen von über einem Quadratmeter, ein Gewicht von über 10 kg und werden mit Tragegurten getragen.

## Geschichte

### Ursprung

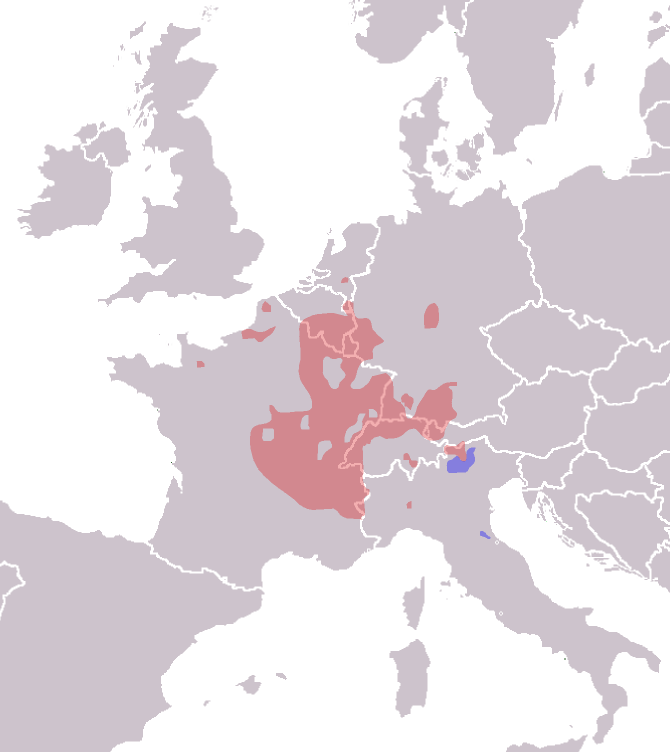
Verbreitung der Feuer am Funkensonntag (rot) und am 1. März (blau)

Der Ursprung dieses Brauches ist, obwohl er außergewöhnlich früh schon belegt ist, unklar. Frühe Überlegungen dazu gingen meist davon aus, dass es sich um Überreste eines heidnisch-germanischen Brauchtums zur Vertreibung des Winters sei. Diese Deutung ist etwa bei dem Landeshistoriker und Priester Josef Thaler zu finden, der in einem Gedicht mit dem Titel „Lertha“ aus dem Jahre 1798 die Funkenfeuer im christlichen Sinne interpretierte. Er sah den Brauch als Rest aus dem Heidentum, der von den gegenwärtigen „Enkeln“ jedoch zum Lob Gottes und zu sittlicher Hebung durchgeführt wird. Dem Gedicht hat Thaler eine historische Deutung beigefügt:

„Die Holepfann-Feuer [Anm.: andere Bezeichnung für Funkenfeuer] werden in der Umgebung von Meran, wie in Ulten, Passeier und Vinschgau, bei der Abenddämmerung des ersten Sonntags nach dem Fasching rings herum auf Anhöhen angezündet, wobei man auch hie und da brennende Reisig- und Strohbündel über die Saaten hinunter rollen lässt, was man in Ulten das ‚Kornaufwecken’ nennt. Im Vinschgau sind diese Feuer mit dem sogenannten Scheibenschlagen – dem Hinausschleudern von brennenden (ursprünglich wohl die Sonne vorstellenden) Holzscheiben unter lauten Begrüßungen an irgendein teures Haupt – verbunden. Dieser Brauch ist wohl ein Überbleibsel von den Naturfesten, welche unsere heidnischen Voreltern der Göttin Herda (Mutter Erde) und im weiteren Sinne der Weltmutter Frigga (Mutter Natur) sowohl, als auch dem Sonnengotte Balder gefeiert haben, und zwar sowohl nach der Wintersonnenwende, als auch jene des Sommers, woher sich unsere Johannisfeuer im Innthale schreiben.“

Auch Franz Josef Fischer spricht im Jahr 1921 in seinem Buch Der Funken und Küachlesonntag in Vorarlberg und Liechtenstein unter anderen die Möglichkeit eines heidnischen Ursprungs an:

„Die heidnischen Ureinwohner des Landes, die keltischen Rhätier, huldigten wie alle indogermanischen Völker der Verehrung des Lichtes und des Feuers, die von der Sonne ausgehen, sie verehrten den Sonnengott Mithra und Baldur als Spender von Helle und Wärme. Der sieghafte Gott überwindet den Sohn des Nordens, den Winter, mit seinem nächtlichen, grausen Spuk und lässt durch seinen milden Frühlingshauch, in den Alpenländern den Föhn, todbannend und lebenwirkend, die Erde neu grünen und sprossen. Diesem Gotte werden Opfer gebracht, Feuer angezündet, festliche Tänze veranstaltet.“

Die heidnische Interpretation wurde im 19. und 20. Jahrhundert auch von der volkskundlichen Wissenschaft stark verbreitet und ist heute die landläufige Erklärung des Brauches. Die moderne europäische Ethnologie zeichnet ein etwas differenzierteres Bild. Überlieferung und Termin des Brauchs zeigen einen engen Zusammenhang mit dem Ende der Schwäbisch-alemannischen Fastnacht und damit dem christlichen Jahreslauf. Genauer gesagt ist der Termin ein Überbleibsel des früheren Beginns der Fastenzeit (daher in manchen Gegenden auch Alte Fasnacht genannt). Auf der Synode von Benevent im Jahr 1091 wurde der Termin auf den Aschermittwoch verlegt. Bereits zu dieser Zeit war der Funkenbrauch also so stark in den christlichen Kalender integriert, dass er in manchen Regionen den Termin am ehemaligen Beginn der Fastenzeit trotz deren Verlegung weiter beibehielt. Der Volkskundler Matthias Zender führt in einer europaweiten Untersuchung von Feuerbräuchen das Abbrennen des Feuers am Funkensonntag auf noch heute in Oberitalien gebräuchliche Feuer zum römischen Jahresanfang am 1. März zurück. An diesem Tag wurde im alten Rom im Tempel der Vesta das heilige Feuer entzündet. Die Feier soll später, im frühen Mittelalter, in den christlichen Kalender integriert worden sein. Der Ursprung wäre danach zwar ein heidnischer, aber römischer Brauch gewesen.
Außerdem diente der Funken zur Verbrennung von Unrat und hatte somit eine überaus profane Funktion, die in Verbindung mit der Frühjahrsreinigung des Hauses und der Wiesen stand.

### Mittelalter und frühe Neuzeit

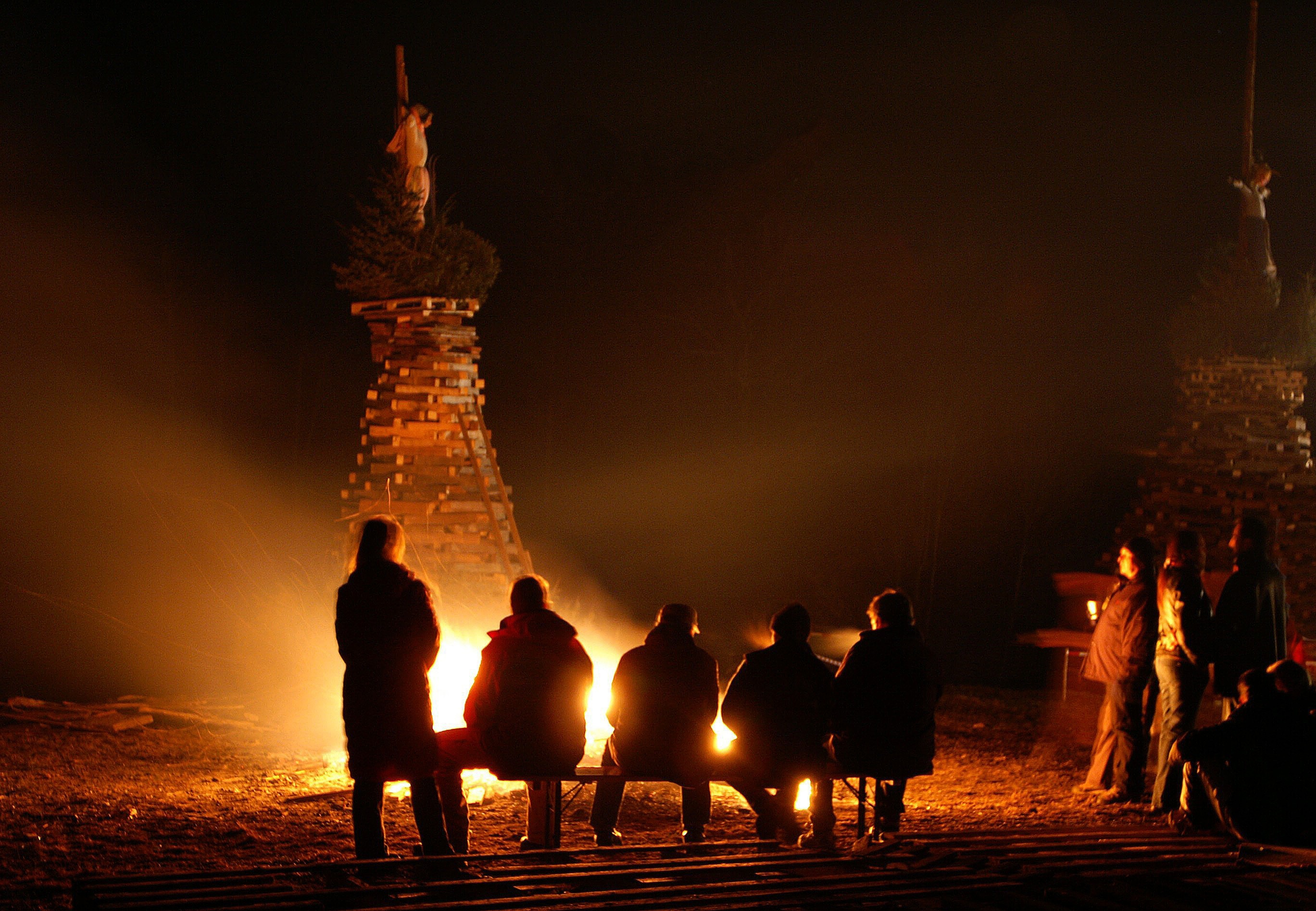
Funken am Oberfallenberg

Der erste Beleg für den am Funkensonntag stattfindenden Feuerbrauch stammt aus einem lateinischen Brandbericht des Benediktinerklosters Lorsch aus dem Jahr 1090. Laut Bericht wurde der Brand des Klosters durch eine brennende Holzscheibe entfacht, die die Burschen am Abend des 21. März 1090 geworfen hatten. Weitere Belege aus dem 15. Jahrhundert (Basel), sowie des 16. und 17. Jahrhunderts (Luzern, Bregenz, Innsbruck), belegen die einstige Verbreitung des Brauchs.
Erst mit der Aufklärung wurde er zurückgedrängt. Die Verbrennung einer Hexenpuppe auf dem Funken ist nicht ein Rest der Hexenverbrennungen der frühen Neuzeit, sondern vermutlich erst im 19. Jahrhundert in Anlehnung an die Fastnacht entstanden.

### 20. Jahrhundert
Nach dem Ersten Weltkrieg ließ der Brauch des Funkenabbrennens stark nach. Auf Grund des allgemeinen Holzmangels war er sogar einige Jahre verboten. Im österreichischen Ständestaat zwischen 1933 und 1938 ist der Funken auch im Spannungsverhältnis zwischen dem Ende der Ersten Republik und dem austrofaschistischen Putsch zu sehen. Dabei hatte die lokale austrofaschistische Kulturpolitik insgesamt versucht, den Funken mit ständestaatlichen Ideen zu verbinden und heimatliche Traditionsbildungen fortzuführen. Der Funken wurde propagandistisch bewusst zur Förderung einer „Österreich-Ideologie“ bzw. zur Darstellung des Ständestaates eingesetzt – dies aber nur mit mäßigem Erfolg. Der Funkenbrauch wurde nur selten in das austrofaschistische Festrepertoire übernommen.
Nach dem Anschluss Österreichs an das Deutsche Reich 1938 wurde in Vorarlberg vor allem der touristische Aspekt des Funkens entdeckt. Durch den Anschluss war die Tausend-Mark-Sperre aufgehoben worden, und zahlreiche deutsche Urlauber strömten nun im Winter nach Vorarlberg. Der politische Nutzen, den der Funken für die Nationalsozialisten hatte, war eher gering. Der Funken demonstrierte zwar die Vielfalt des Reiches, zugleich aber auch einen weniger erwünschten Regionalismus, der nicht in das Bild von nationaler Stärke und Geschlossenheit passte.

### Entwicklung nach dem Zweiten Weltkrieg
Mit dem Ende des Zweiten Weltkriegs erfuhr der Funkenbrauch in Vorarlberg einen starken Aufschwung. Trotz Brennstoffmangels brannten dort überall zahllose Feuer. Der Funken diente in dieser Zeit als Instrument zur Identitätsfindung der Vorarlberger Bevölkerung. Mehr als je zuvor wurde der Funken in Vorarlberg zum Landesbrauch schlechthin, während er in Deutschland ein über seine Region hinaus weitgehend unbekanntes Anhängsel an die Fasnacht blieb. Daher wurden in Deutschland die Funken teils weiterhin von nicht offiziell organisierten Gruppen oder Mitgliedern einzelner Vereine errichtet, teils aber auch von den örtlichen Narrenvereinen organisiert. In Vorarlberg wurden dagegen nun in zahlreichen Gemeinden eigens für die Durchführung des Funkens Funkenzünfte gegründet. Mit der einhergehenden Professionalisierung der Durchführung wurden die Funken immer höher und kunstvoller gebaut. Die einzelnen Funkenzünfte entwickelten über die Jahre hinweg unterschiedliche Funkenbauweisen und Begleitprogramme, sodass heute eine fast unüberschaubare Vielfalt existiert.
Ein Problem stellen heute strengere Gesetze zur Sicherheit, Haftung bei Unfällen, und dem Verbrennen von Altholz dar. So erschwert etwa das österreichische Bundes-Luftreinhaltegesetz von 2010 auch das Abbrennen von Brauchtumsfeuern.
Der Vorarlberger Funkenbrauch wurde im Jahr 2010 in das Verzeichnis des Immateriellen Kulturerbes in Österreich aufgenommen.
Die Funkenzunft Gaißau, Vorarlberg hatte am 12. März 2000 laut Guinness-Buch der Rekorde mit 41 m Höhe einen höhenmäßigen Weltrekord beim Errichten und Abbrennen eines Funkens erzielt. Dazu wurden laut Urkunde „24 Tannen à 20 m (Länge), 100 kg Nägel, 80 m3 Schnittholz, ein Mobilkran und sehr viel Muskelarbeit verwendet“. Im Jahr 2017 richtet die Funkenzunft Gaißau den Vorarlberger Funken Am Himmel an der Wiener Höhenstraße aus.

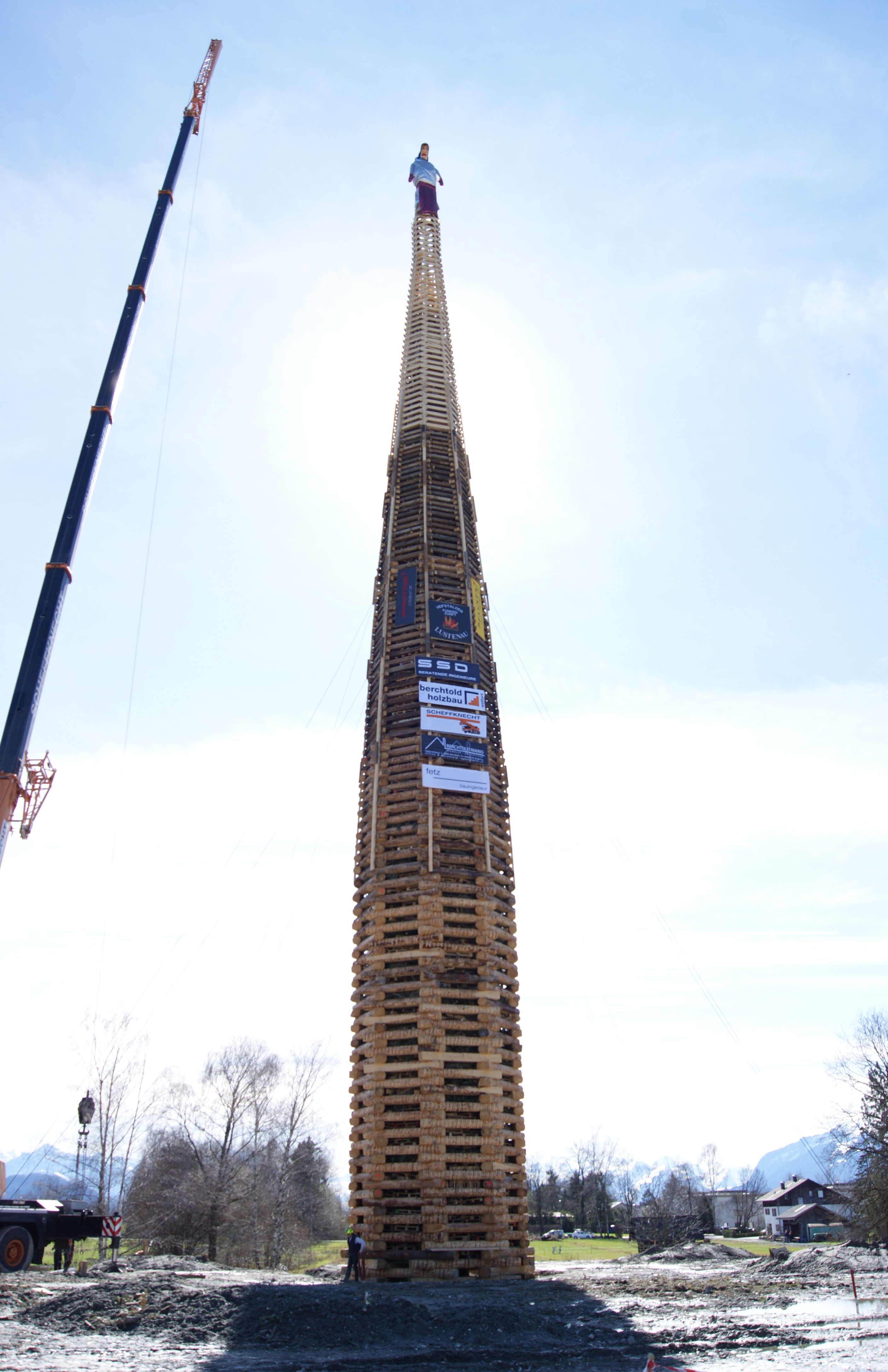
Weltrekordfunken in Lustenau mit 60,646 m Höhe (16. März 2019)

Am 16. März 2019 war von der Hofstalder Funkenzunft in Lustenau geplant, den Weltrekord zu brechen und einen 58,6 Meter hohen Funken abzubrennen. Diesem Plan ging ein wochenlanger veritabler Streit in der Bevölkerung über den Sinn dieses Weltrekordfunkens voraus. Die Bewilligung von der Gemeinde Lustenau wurde erst rund eine Woche vor dem geplanten Abbrenntermin erteilt. Mit dem Abbrennen eines 60,64 Meter hohen Funkens verdrängte die Funkenzunft Lustenau im März 2019 das norwegische Ålesund aus dem Guinness-Buch der Rekorde. Ålesund hatte seit 2016 mit 47 Meter den Rekord für das „tallest bonfire“ gehalten.
Am 13. (Höchst) und 15. März 2019 (Schoppernau) wurden in Vorarlberg Funken, die wegen Starkwinds erst später angezündet werden sollten, unerlaubt von Brandstiftern entzündet. Den ersten ließ die Freiwillige Feuerwehr kontrolliert abbrennen, der zweite wurde später wegen Funkenflugs sicherheitshalber gelöscht.

## Bauernregeln
„Sieht man am Funkensonntag viele Sterne, dann gibt es in diesem Jahr viele Kirschen.“

„Wenn es am Funkensonntag lange Eiszapfen hat, gibt es einen langen Flachs.“